# گروه لیماگرین
گروه لیماگرین (انگلیسی: Groupe Limagrain) شرکت کشاورزی فرانسوی است، که در سال ۱۹۶۵ تأسیس شد.